# Kreuz der Emigration
Das Kreuz der Emigration, auch  Kreuz der Emigration von 1826 bis 1828, war eine portugiesische Auszeichnung.
Gestiftet wurde diese am 21. September 1828 durch Don Miguel. Hierbei war die Absicht, Ausgewanderte, welche seit der Veröffentlichung der Brasilianischen Charta bis zum 7. März 1827 an den Schlachten teilgenommen hatten, zu ehren.
Die Ordensdekoration zeigte auf der Vorderseite das Bild des Don Miguels und auf der Rückseite die Auswanderungszeit und die Anzahl der teilgenommenen Schlachten.
Die Auszeichnung wurde an einem  weiß und rotem Ordensband getragen.